# Eberhard Riedel (Skirennläufer)
Eberhard „Ebs“ Riedel (* 14. Februar 1938 in Lauter, Amtshauptmannschaft Schwarzenberg) ist ein ehemaliger deutscher Skirennläufer und DDR-Volkskammerabgeordneter.

## Leben und Wirken
In seinem erzgebirgischen Heimatdorf Lauter begann Riedel mit dem Wintersport. 1947 gelang ihm der Sieg bei einem Skispringen auf der örtlichen Grieseschanze. Er wechselte zum SC Traktor Oberwiesenthal, wo er von Joachim Loos trainiert wurde, und widmete sich fortan dem alpinen Skisport. Zwischen 1952 und 1956 wurde er mehrfach Sachsenmeister im Kinder- und Jugendbereich. 1957 wurde er in die alpine Nationalmannschaft der DDR berufen.
Eberhard Riedel nahm an drei Olympischen Winterspielen teil. 1960 in Squaw Valley wurde er in der Abfahrt 16., 1964 in Innsbruck im Riesenslalom 15. und im Slalom 18. 1968 in Grenoble gelang ihm seine beste olympische Platzierung. Er wurde 13. im Slalom, außerdem 41. im Riesenslalom. Riedel war auch bei den Alpinen Weltmeisterschaften 1958 in Bad Gastein und 1966 in Portillo (Chile) dabei.
Riedel erlernte den Beruf eines Forstarbeiters, in dem er ab 1962 arbeitete. Von 1955 bis 1962 war er Angehöriger der Nationalen Volksarmee. Am 20. Oktober 1963 wurde Riedel als Vertreter der FDJ, deren Mitglied er seit 1952 war, in die Volkskammer der DDR gewählt und gehörte dieser für eine Legislaturperiode bis 1967 an. 1964 brachte er dem damaligen Staatsratsratsvorsitzenden Walter Ulbricht die Slalomtechnik bei. Im gleichen Jahr begann er ein Fernstudium der Sportwissenschaften an der Deutschen Hochschule für Körperkultur in Leipzig. Seine Diplomarbeit schrieb er über Schanzenanläufe. Nach erfolgreichem Abschluss war er als Sportwissenschaftler sowie als Fußball-, Ski- und Skisprungtrainer tätig, unter anderem betreute er auch kurzzeitig Jens Weißflog. Zuvor hatte er 1969 seine aktive Skiläuferkarriere beendet, nachdem die DDR die Förderung des alpinen Skisports gestrichen hatte.
Zusammen mit seiner Frau Hannelore, die ebenfalls erfolgreich Ski fuhr, lebt er in Oberwiesenthal. Sie haben zwei erwachsene Söhne, darunter den Unternehmer Peter Riedel. Gemeinsam mit ihm veröffentlichte er 2013 das autobiografische Buch Spuren des Erfolgs, das sowohl sportliche Höhepunkte als auch politische Rahmenbedingungen seiner Karriere beschreibt.

## Erfolge
Riedel ist zehnfacher DDR-Meister im Alpinen Skisport. Zwischen 1957 und 1968 gewann er vier Mal den Riesenslalom, und je zwei Mal Slalom, Abfahrt und Kombination. An internationalen Rennen gewann er den Riesenslalom und die Kombination beim „XIV. Czech-Marusarzówna-Memorial“ 1959 in Zakopane, den Riesenslalom beim „Zillertaler Granaten“ in Mayrhofen und den Riesenslalom in Maribor 1965. Im Jahr 1967 folgten Siege beim Riesenslalom und der Kombination in Saalbach-Hinterglemm/Zell am See sowie Platz 1 im Riesenslalom und der Kombination beim Vitranc-Pokal in Kranjska Gora. Nach den Olympischen Spielen 1968 in Grenoble kam im alpinen Skisport der DDR das Aus, weil die Medaillenchancen gering waren und die professionelle Sportart nicht mehr in das sozialistische Bild passte. Mit dieser Entscheidung wurde der Alpine Ski-Sport nicht mehr gefördert. Es gab keine internationalen Starts mehr, auch nicht für Riedel. Ihre Reisepässe mussten die DDR-Alpinen abgeben.
Für seinen Sieg beim Riesenslalom der 7. Internationalen Adelbodner Skitage 1961 wurde er 2004 in den „Place of Fame“ in Adelboden aufgenommen. Dieser Erfolg ist insofern bemerkenswert, weil er in der Frühzeit eines heutigen Weltcup-Klassikers zustande kam, und weil es erst am 11. Januar 2014 Felix Neureuther als weiterem deutschen Skirennläufer gelungen ist, sich in die Riesentorlauf-Siegerliste von Adelboden einzutragen. Eberhard Riedel war mit 2:31,01 Minuten 1,3 Sekunden schneller als Willy Forrer (SUI).
Ein Achtungserfolg war auch sein sechster Platz in der Lauberhorn-Abfahrt am 9. Januar 1960, als er zwischenzeitlich (mit Start-Nr. 24 ins Rennen gegangen) die bis dahin beste Laufzeit aufgestellt hatte.

## Ehrungen
- Ehrenbürger von Oberwiesenthal (2023)
- Ehrenbürger von Lauter-Bernsbach (2024)